# Siti
Siti è una delle zone amministrative in cui è suddivisa la Regione dei Somali in Etiopia.

## Woreda
La zona è composta da 9 woreda:
1. Afdem
2. Ayisha
3. Dembel
4. Erer
5. Gablalu
6. Gota-Biki
7. Hadhagala
8. Miesso
9. Shinile